# 科热勒河畔圣马丹
科热勒河畔圣马丹（法語：Saint-Martin-sur-Cojeul，法語發音：[sɛ̃ maʁtɛ̃ syʁ kɔʒœl]）是法国上法蘭西大區加来海峡省的一个市镇，属于阿拉斯区。

## 地名
法语人名在日常人名译名以及《世界人名翻譯大辭典》、《法语姓名译名手册》等主流人名译名类书籍资料中多译作“马丁”，不过在《世界地名翻译大辞典》、《世界地名译名词典》和《法国地图册》等主流地名译名类书籍资料中多译作“马丹”。

## 地理
科热勒河畔圣马丹（50°13'54"N, 2°50'33"E）面积3.41 平方千米，位于法国上法蘭西大區加来海峡省，该省份为法国北部沿海省份，西北濒北海，南至索姆省，东临北部省。
与科热勒河畔圣马丹接壤的市镇（或旧市镇、城区）包括：旺库尔、克鲁瓦西耶、埃尼内勒、科热勒河畔埃南、讷维尔维塔斯。
科热勒河畔圣马丹的时区为UTC+01:00、UTC+02:00（夏令时）。

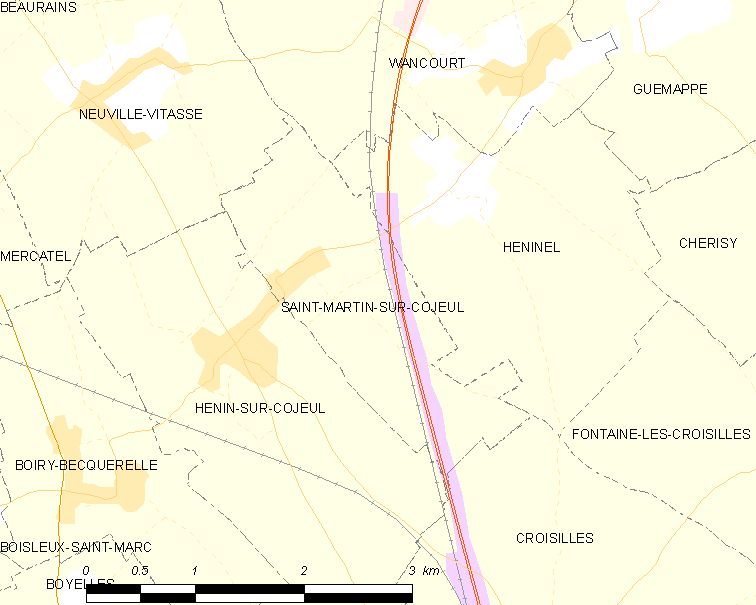
科热勒河畔圣马丹的OSM定位图

## 行政
科热勒河畔圣马丹的邮政编码为62128，INSEE市镇编码为62761。

## 政治
科热勒河畔圣马丹所属的省级选区为阿拉斯第三县。

## 人口

1962-2008年间科热勒河畔圣马丹人口变化图示

科热勒河畔圣马丹于2022年1月1日时的人口数量为214人。